# Nueno
Nueno est une commune d’Espagne, dans la province de Huesca, communauté autonome d'Aragon comarque de Hoya de Huesca.

## Lieux et monuments

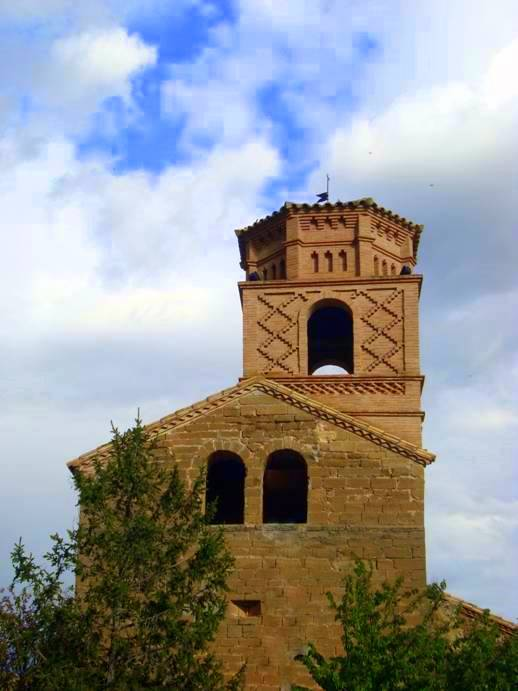
Église San Martín Nueno.

- Dolmen de La Piatra
- Salto de Roldán
- Église San Martín Nueno.